# Chapelle Saint-Maximilien-Kolbe de Rueil-Malmaison
La chapelle Saint-Maximilien-Kolbe est une église située 5 rue Auguste-Perret à Rueil-Malmaison (Hauts-de-Seine).

## Description
Elle est aussi utilisée comme salle de conférence sur des thèmes religieux.

## Historique
Elle a été construite au XXe siècle.